# Colesbukta
Colesbukta es una antigua localidad abandonada de la isla Spitzberg, en el archipiélago noruego de Svalbard.
A fines del siglo XVIII se descubrió hulla en Spitsbergen, en la ribera del Isfjorden. Debido al auge y exploración a lo largo de las costas del fiordo, aumentó el número de empleados de la mina, lo que propició el establecimiento de una localidad, próxima a los sitios de extracción. Fundada por los rusos a principios del siglo XX, Colesbukta intensificó su actividad a fines de los años 1950 y fue dotada de un pequeño ferrocarril que la unía a su vecina Grumantbyen. Fue completamente abandonada en 1972.